# Александра Маке
Александра Маке (фр. Alexandra Maquet, рођена 1988, Лион, Француска), познатија као Алма, француска је певачица и текстописац. Са песмом Requiem је представљала Француску на Песми Евровизије 2017.

## Живот и каријера
Одрасла је у Лиону са две млађе сестре. У детињству се са породицом често селила; живела је у САД, Италији и Бразилу. Након што је дипломирала на Економском факултету, сели се у Милано где је живела годину дана. Након тога одлази у Париз да развија своју музичку каријеру. Тамо склапа сарадњу са текстописцем Назимом Каледом и потписује уговор са дискографском кућом Ворнер Мјузик. У јуну 2016, издала је свој деби сингл La chute est lente (Пад је спор).

## Песма Евровизије 2017.
Дана 9. фебруара 2017. објављено је да ће Алма представљати Француску на Песми Евровизије 2017. у Кијеву са песмом Requiem коју је написао Калед. Како је Француска део Велике петорке, она се аутоматски квалификовала у финале, које се одржало 13. маја.

## Дискографија
- La chute est lente (2016)[8]
- Requiem (2017)